# Hohekopf (Rommeroder Hügelland)
Der Hohekopf ist mit 539,4 m ü. NHN der höchste Berg im Rommeroder Hügelland. Er liegt bei Epterode im nordhessischen Werra-Meißner-Kreis (Deutschland).

## Geographie

### Lage
Der Hohekopf erhebt sich im Nordosten von Nordhessen im Geo-Naturpark Frau-Holle-Land (Werratal.Meißner.Kaufunger Wald). Der Gipfel des unmittelbar östlich von Epterode gelegenen Berges liegt 1,5 km südöstlich der Kernstadt von Großalmerode, 2,1 km westsüdwestlich von Uengsterode, 1,9 km nordwestlich von Laudenbach, 2 km nordöstlich von Rommerode und 1,4 km östlich von Faulbach; sie gehören alle zu Großalmerode.
Zu den Nachbarbergen des Hohekopfs gehören der Hirschberg (643,4 m) im Westen, der Steinberg (588,75 m) im Nordnordwesten mit den Steinbergseen, der Langenberg (565 m) im Nordnordosten, die Hässelkuppe (514,6 m) im Ostnordosten, das Bühlchen (537,2 m) im Osten, der Heiligenberg (583,4 m) im Ostsüdosten, der Hohe Meißner (753,6 m) im Südosten, der Paßberg (468,9 m) im Südsüdwesten und der Exberg (505,5 m) im Südwesten mit den beiden Exbergseen.
Dem 1,2 km südwestlich des Hohekopfs liegenden Exbergsee entfließt die Wehre (Wohra), östlich vorbei am Berg läuft der Laudenbach, der in die im Norden vorbeifließende Gelster mündet; beide – Wehre und Gelster – sind Werra-Zuflüsse.

### Naturräumliche Zuordnung
Der Hohekopf gehört in der naturräumlichen Haupteinheitengruppe Osthessisches Bergland (Nr. 35), in der Haupteinheit Fulda-Werra-Bergland (357) und in der Untereinheit Witzenhausen-Altmorschener Talung (357.5) zum Naturraum Rommeroder Hügelland (357.53). Die Landschaft fällt nach Osten in den Naturraum Velmeder Tal (357.52) ab. Nach Westen leitet sie zum Hirschberg (357.700) über und nach Norden in den Naturraum Kaufunger-Wald-Hochfläche (Vorderer Kaufunger Wald; 357.71); beide zählen zur Untereinheit Kaufunger Wald und Söhre (357.7).

## Schutzgebiete

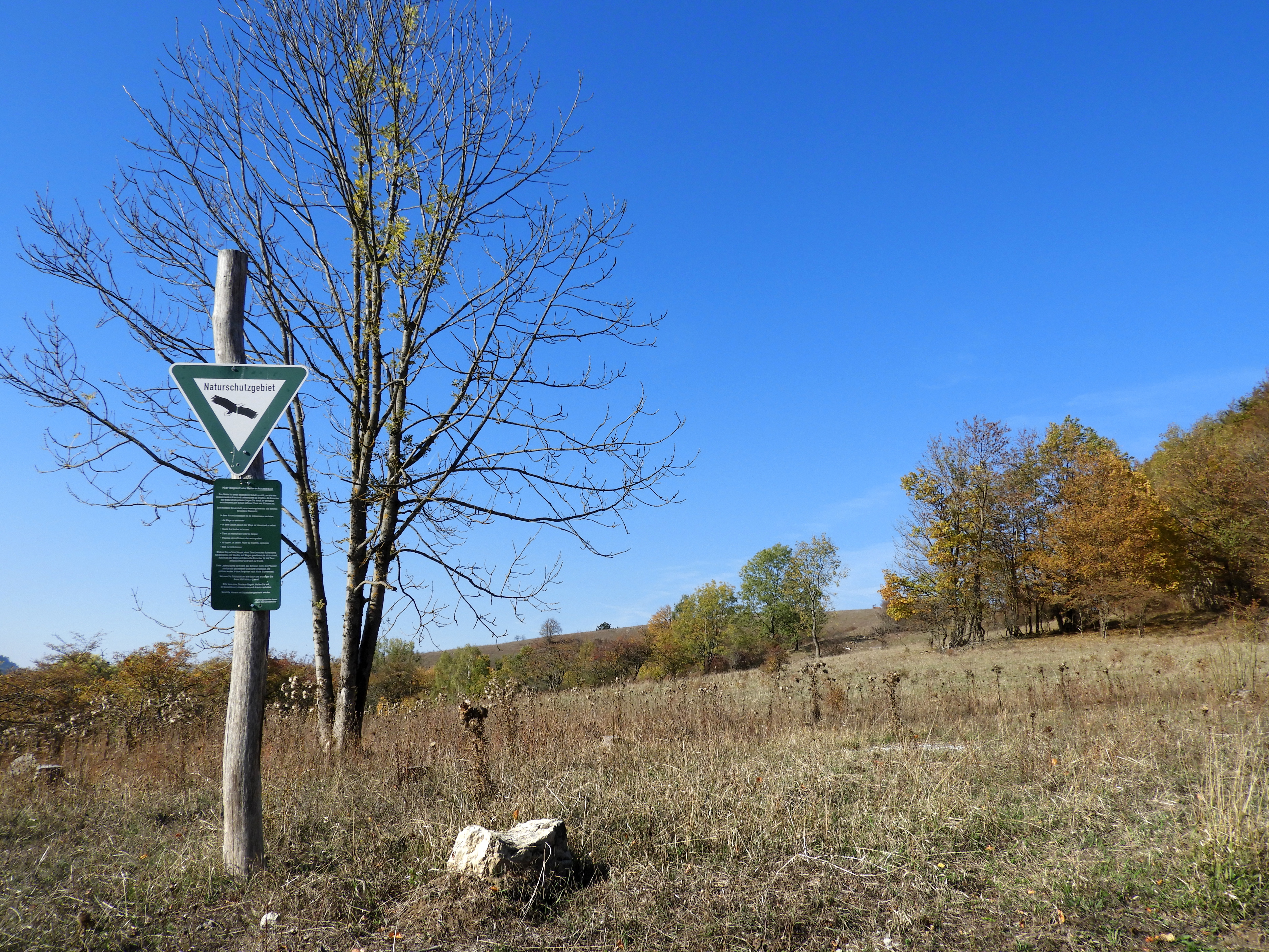
Trockenrasenfläche am Hohekopf.

Im Jahr 1986 wurde der Bereich der Halbtrockenrasen und Sumpfwiesen auf dem Hohekopf zum Naturschutzgebiet erklärt. Zweck der Unterschutzstellung war es, die Flächen „als Standorte seltener und stark gefährdeter Pflanzenarten“ und für „die an diesen Lebensraum gebundene Tierwelt zu erhalten und fortzuentwickeln“. Das Schutzgebiet mit einer Größe von 13,72 Hektar hat die nationale Kennung 1636014 und den WDPA-Code 163742. Im Rahmen der Flora-Fauna-Habitat-Richtlinie wurde das Naturschutzgebiet mit weiteren, südlich angrenzenden Flächen der EU-Kommission für das länderübergreifende Netz besonderer Schutzgebiete Natura 2000 gemeldet. Neben dem Gebietsmanagement und dem damit verbundenen Monitoring forderte die EU eine förmliche Schutzerklärung, die im Januar 2008 mit der „Verordnung über Natura 2000-Gebiete in Hessen“ erfolgte. Das FFH-Gebiet besitzt eine Größe von 48,1 Hektar, hat die Gebietsnummer 4724-311 und den WDPA-Code 555520064.

## Landschaftsbild
Die Hochlagen des Hohekopfs und insbesondere seine Gipfelregion sind unbewaldet – abgesehen von vereinzelten Baumgruppen. In Richtung und auf dem Nordosthang Querenberg dehnt sich ein Waldgebiet aus. Auf dem gipfelnahen Bereich vom Westhang des Hohekopfs gibt es einen Wasserbehälter. Etwa 400 m südsüdwestlich des Gipfels liegt eine Kiesgrube.

## Verkehrsanbindung und Wandern
Zu erreichen ist der Hohekopf auf der als Stichstraße in Epterode endenden Kreisstraße 45 (Am Holzrain–Epteroder Straße). An deren Übergang in die Zimmerplatzstraße kreuzt die Dorfstraße, auf der man ostwärts in Richtung des Berges fahren kann. Auf daran anschließenden Feld- und Waldrandwegen kann man hinauf zum unbewaldeten Gipfel laufen, wo sich ein Picknickplatz mit Bänken und Tisch befindet. Von dort fällt der Blick hinab auf Epterode sowie unter anderem in das Rommeroder Hügelland, zum Hirschberg, Stölzinger Gebirge und Hohen Meißner.

## Albslieder Tunnel

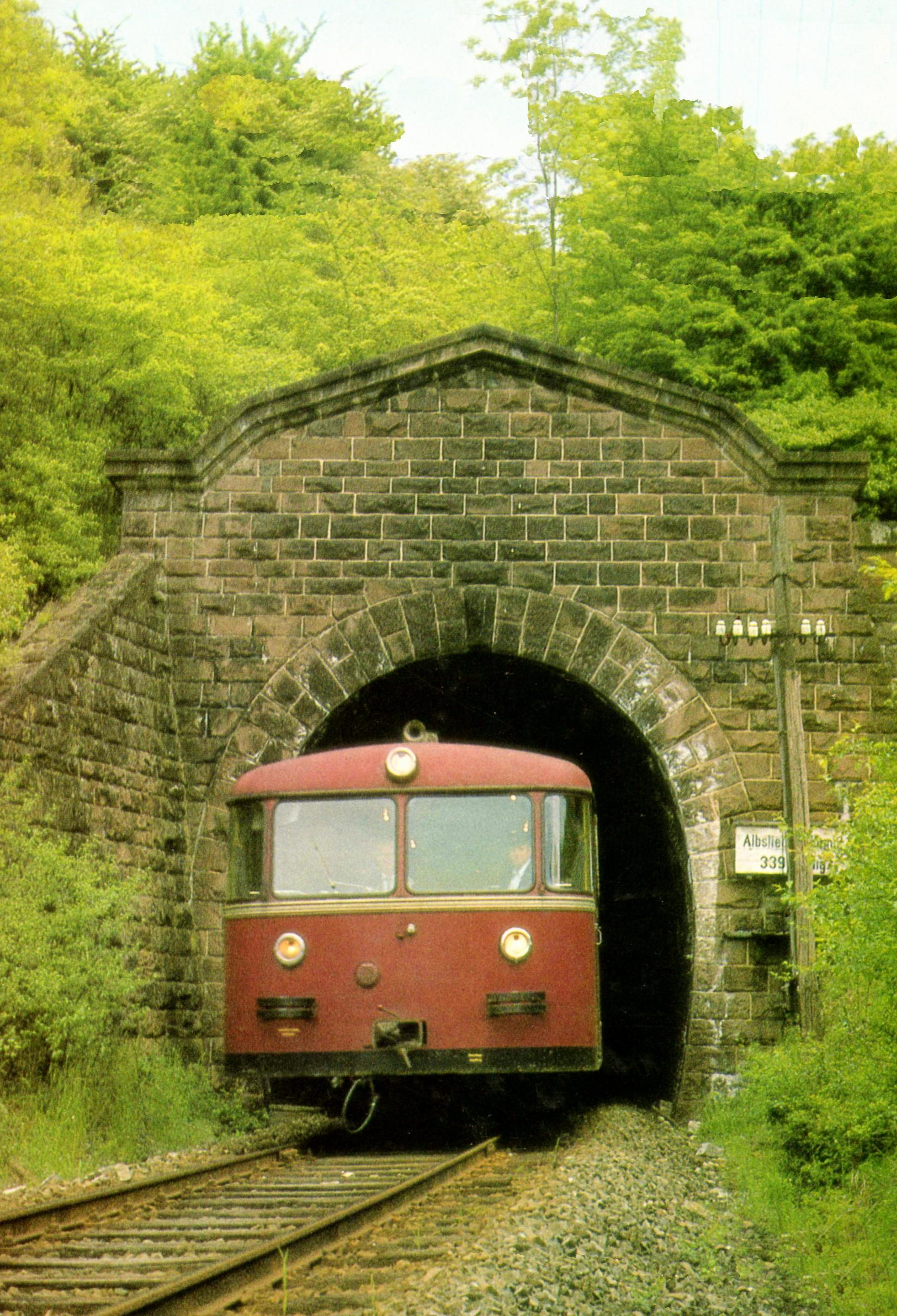
Der Albslieder Tunnel bei Laudenbach

Im unteren Teil vom Osthang des Hohekopfs befindet sich 900 m südwestlich von Uengsterode der 339 m lange Albslieder Tunnel oder Albsliede-Tunnel. Der 1914/15 gebohrte Tunnel gehörte zur ehemaligen Gelstertalbahn und lag in deren Abschnitt Großalmerode–Velmeden. Er liegt größtenteils im Gemeindebereich von Uengsterode und unterquert in einem leichten Bogen den Höhenrücken. Nach einem Dammbruch 1981 bei Laudenbach wurde der Bahnverkehr in diesem Streckenabschnitt komplett eingestellt und zurückgebaut. Beide Portale sind im unteren Bereich vermauert und der Tunnel ist Winterquartier für Fledermäuse.